# Елдред (Іллінойс)
Елдред (англ. Eldred) — селище (англ. village) в США, в окрузі Ґрін штату Іллінойс. Населення — 149 осіб (2020).

## Географія
Елдред розташований за координатами 39°17′10″ пн. ш. 90°33′14″ зх. д. / 39.28611° пн. ш. 90.55389° зх. д. (39.286151, -90.553975).  За даними Бюро перепису населення США в 2010 році селище мало площу 0,35 км², уся площа — суходіл.

## Демографія
Згідно з переписом 2010 року, у селищі мешкала 201 особа в 97 домогосподарствах у складі 48 родин. Густота населення становила 580 осіб/км².  Було 112 помешкання (323/км²).
Расовий склад населення:
| - 98,0 % — білих - 1,0 % — азіатів - 0,5 % — корінних американців |

До двох чи більше рас належало 0,5 %. Частка іспаномовних становила 1,0 % від усіх жителів.
За віковим діапазоном населення розподілялося таким чином: 22,4 % — особи молодші 18 років, 57,2 % — особи у віці 18—64 років, 20,4 % — особи у віці 65 років та старші. Медіана віку мешканця становила 50,1 року. На 100 осіб жіночої статі у селищі припадало 86,1 чоловіків;  на 100 жінок у віці від 18 років та старших — 88,0 чоловіків також старших 18 років.
Середній дохід на одне домашнє господарство  становив 48 083 долари США (медіана — 37 321), а середній дохід на одну сім'ю — 63 280 доларів (медіана — 37 500). За межею бідності перебувало 22,7 % осіб, у тому числі 57,6 % дітей у віці до 18 років та 18,4 % осіб у віці 65 років та старших.
Цивільне працевлаштоване населення становило 62 особи. Основні галузі зайнятості: освіта, охорона здоров'я та соціальна допомога — 17,7 %, будівництво — 17,7 %, оптова торгівля — 16,1 %.